# Jack Dorsey
Jack Patrick Dorsey, (født 19. november 1976) er en amerikansk softwareudvikler og forretningsmand. Han er primært kendt som medstifter af det sociale netværk Twitter. og mobilbetalingstjenesten Square, Inc.